# Кейрос Кавалканте, Жанайна
Жанайна Кейрос Кавалканте (порт. Janaína Queiroz Cavalcante, также известная как Жана (порт. Jana); 2 апреля 1988, Форталеза) — бразильская футболистка, защитница. Выступала за сборную Бразилии.

## Биография
В начале карьеры занималась футзалом в клубе «Насьонал Гас/Унифор», позднее перешла в большой футбол и выступала за «Униан Мессежана». Чемпионка штата Сеара 2005 года. В 2008 году успешно прошла просмотр в клубе «Сантос» и выступала за команду следующие 4 года. Обладательница Кубка Бразилии 2008 и 2009 годов, чемпионка штата Сан-Паулу 2009 года, обладательница Кубка Либертадорес 2009 года. Затем недолго играла за «Сентро Олимпико».
Осенью 2012 года перешла в российский клуб «Зоркий» (Красногорск). Дебютный матч в чемпионате России сыграла 1 октября 2012 года против «Измайлово» и в нём же забила свой первый гол. Ещё до того, 26 сентября дебютировала за подмосковный клуб в игре Лиги чемпионов против исландского «Стьярнана». Всего осенью 2012 года приняла участие в 5 матчах (1 гол) высшей лиги России и 4 играх Лиги чемпионов. Во время зимнего перерыва покинула команду. «Зоркий» в итоге стал чемпионом России сезона 2012/13.
В 2013 году вернулась в Бразилию и стала выступать за «Сан-Жозе», команда в том сезоне стала вице-чемпионом Бразилии, вице-чемпионом штата Сан-Паулу и обладателем Кубка Либертадорес. Затем выступала за клубы «Каукая», «Сантос» и «Коринтианс».
В 2017 году перешла в португальский клуб «Спортинг Брага». Становилась вице-чемпионкой Португалии в сезоне 2017/18 и чемпионкой — в сезоне 2018/19, участвовала в матчах Лиги чемпионов.
В составе молодёжной сборной Бразилии (до 20 лет) стала победительницей молодёжного чемпионата Южной Америки 2008 года и участвовала в мировом первенстве, где бразильские девушки дошли до четвертьфинала.
В декабре 2009 года вызвана в национальную сборную и приняла участие в 4 матчах на товарищеском турнире в Сан-Паулу, дебютировала в игре против Чили. Следующий и последний матч сыграла спустя 4 года, в сентябре 2013 года на товарищеском турнире в Швейцарии против команды Новой Зеландии.